# Túmulo en cuenco

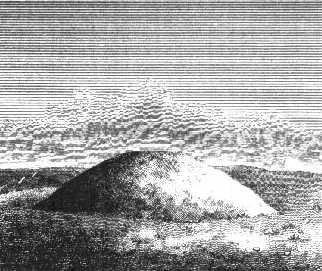
Grabado de un túmulo en cuenco por Richard Hoare Colt.

Túmulo en cuenco es el nombre de un tipo de montículo funerario o túmulo. Un túmulo es un montículo de tierra utilizada para cubrir una tumba. El túmulo en cuenco recibe su nombre del hecho de que se parezca a este recipiente invertido. En Gran Bretaña los túmulos en cuenco fueron creados a partir del comienzo del Neolítico y llegaron hasta el final de la Edad del Bronce. En Gales reciben, en algunas ocasiones, el nombre de tump, derivado del gaélico.
Se conocen entre 16 000 y 20 000 túmulos redondos en Gran Bretaña, si bien no hay consenso en cuántos de ellos se pueden categorizar como túmulos en cuenco.
Si bien los cairns circulares o los redondeandos pueden confundirse inicialmente en su forma se consideran construcciones distintas Tampoco deben confundirse con los túmulos en campana o disco, con los que se agrupan en el término túmulos redondeados.

## Datación y descripción

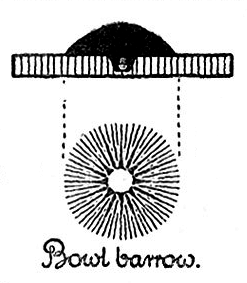
Planta y sección de un túmulo en cuenco genérico.

Los túmulos en cuenco alcanzaron su mayor desarrollo en Inglaterra entre el final del Neolítico y comienzos de la Edad del Bronce (2 400 - 1 500 a. C.), si bien se conocen ejemplos que se fechan entre el comienzo del Neolítico (3 000 a. C.) y la Edad del Bronce tardía (600 a. C.).
Un túmulo en cuenco es un montículo de forma aproximadamente semiesférica que cubre una o más inhumaciones o cremaciones. Cuando el montículo se compone enteramente de piedra, en lugar de la tierra, el término cairn sustituye a la palabra túmulo. El montículo puede ser simplemente una masa de tierra o grava, o puede disponer de una  estructura de anillos concéntricos de postes, muros bajos de piedra, o losas de piedra en posición vertical. Además, el montículo puede tener un bordillo de piedras o postes de madera rodeándolo para contenerlo, cuando las piedras son de tamaño recibe el nombre de peristalítico. El túmulo puede estar rodeado de una zanja o, en ocasiones, por dos o más concéntricas, en ese caso el túmulo arranca desde el borde de ésta sin espacio entre ellos. El diámetro del montículo en sí puede oscilar entre los 3 y 40 metros y la altura no sobrepasa, en ningún caso, los 6 m.
Este tipo de túmulos se construyeron generalmente en forma aislada, pudiéndose presentar túmulos satélite, en distintos lugares: llanuras, valles y laderas de las montañas, aunque los sitios más populares fueron las cimas de colinas. Los túmulos en cuenco fueron identificados por primera vez en Gran Bretaña por John Thurnam, un psiquiatra, arqueólogo, y etnólogo inglés.

## Túmulos en cuenco británicos

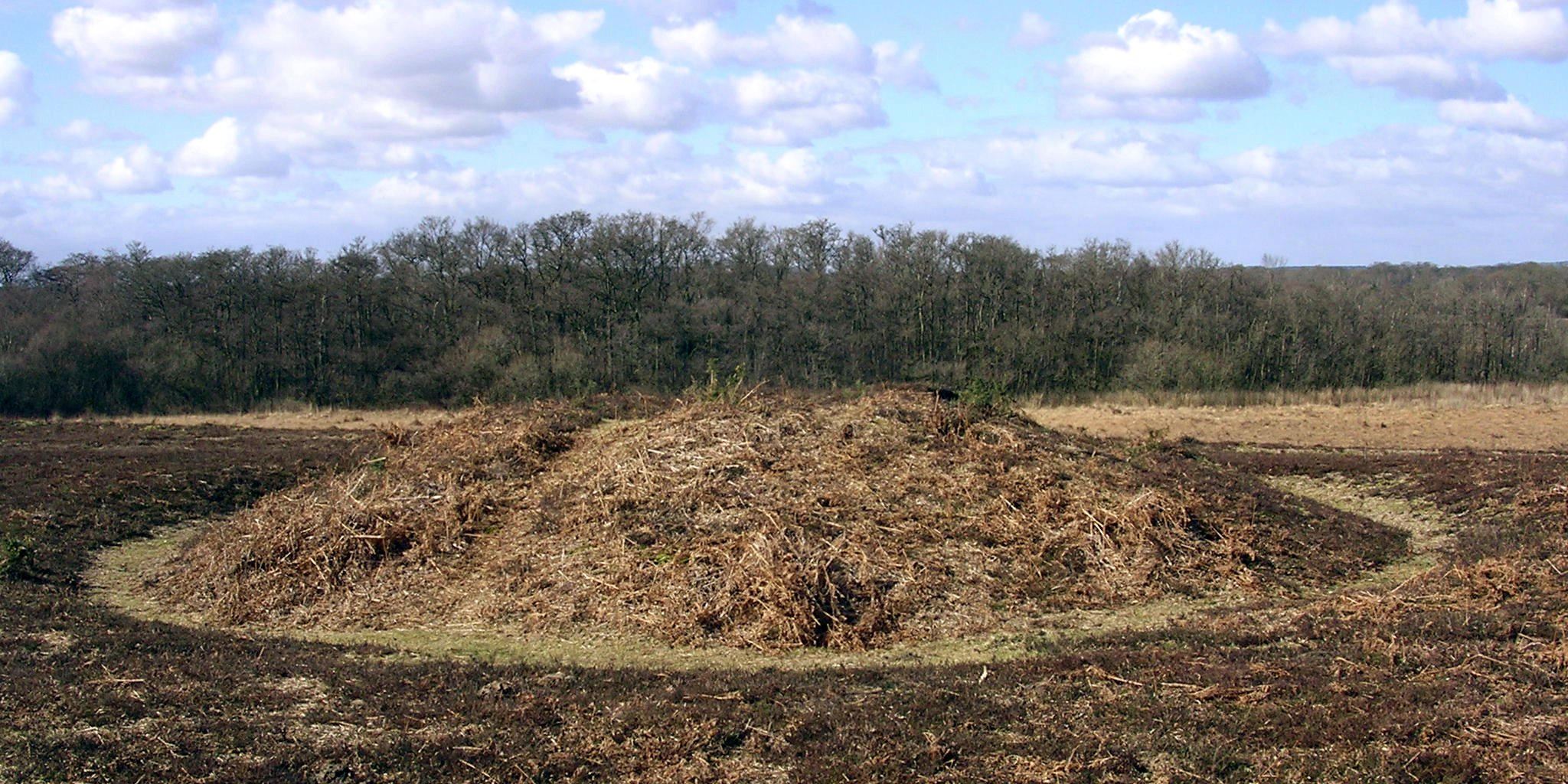
Túmulo en cuenco de 15 metros de diámetro en New Forest, Hampshire, Reino Unido.

El English Heritage propuso la siguiente clasificación para los túmulos en cuenco:
- Tipo 1: sin bordillo ni zanja;
- Tipo 2: sin bordillo, con zanja continua;
- Tipo 3: sin bordillo, con zanjas concéntricas;
- Tipo 4: sin bordillo y zanja segmentada;
- Tipo 5: con bordillo pero sin zanja;
- Tipo 6: con bordillo y zanja;
- Tipo 7: con bordillo y zanjas concéntricas;
- Tipo 8: con bordillo y zanja segmentada;
- Tipo 9: estrucutrado pero sin zanja;
- Tipo 10: estrucutrado, con zanja continua;
- Tipo 11: estrucutrado, con zanjas concéntricas;
- Tipo 12: estrucutrado, con zanja segmentada.[8]

## Tump
En algunas zonas de Gran Bretaña se utiliza, para referirse a los túmulos en cuenco la palabra genérica tump. Es, en el dialecto de Worcestershire, el término utilizado para denominar una pequeña colina, tal como un túmulo, incluso túmulos de gran tamaño, como el Whittington Tump en el pueblo de Whittington al sureste de Worcester, o un "unty tump" cuyo significado es "montículo de topo" (unty es la palabra utilizada en el dialecto de Worcestershire para este animal). Deriva del término gaélico twmpath que se aplicaba a los montículos o parques.